# Gorgi Popstefanov
Gorgi Popstefanow (ur. 19 lipca 1987 w Skopju) – amerykański kolarz szosowy pochodzenia macedońskiego.

## Osiągnięcia
2010
- 1. miejsce w mistrzostwach Macedonii (start wspólny)

2016
- 1. miejsce w mistrzostwach Macedonii (start wspólny

2018
- 3. miejsce w mistrzostwach Macedonii (jazda ind. na czas)

## Życie prywatne
W 2020 roku uzyskał obywatelstwo Stanów Zjednoczonych, mieszka w Bostonie.

## Galeria

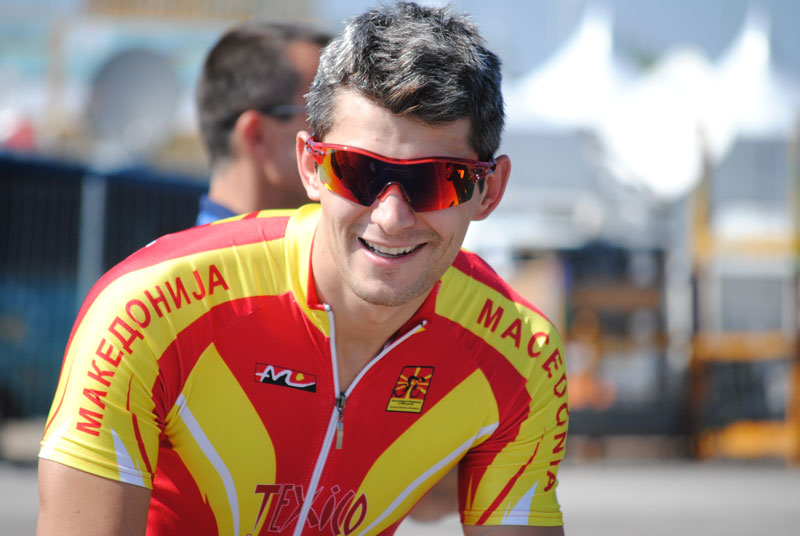
Gorgi Popstefanov na Mistrzostwach Świata w Kolarstwie Szosowym 2014
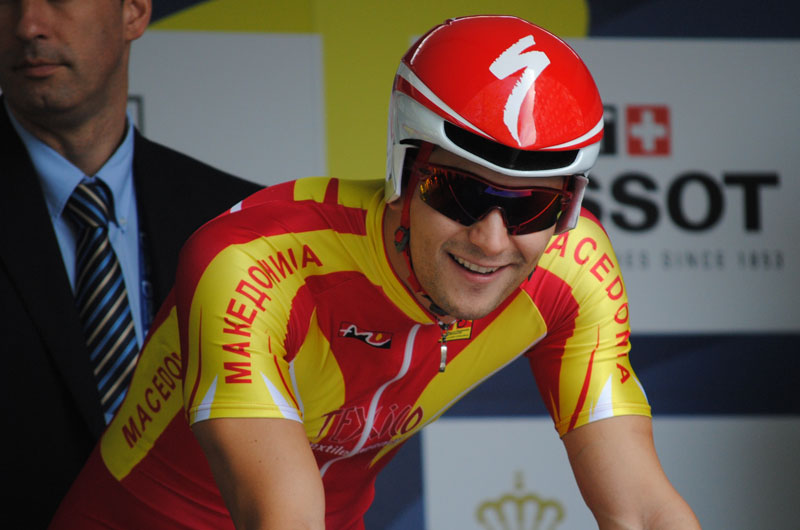
Gorgi Popstefanov na Mistrzostwach Świata w Kolarstwie Szosowym 2014
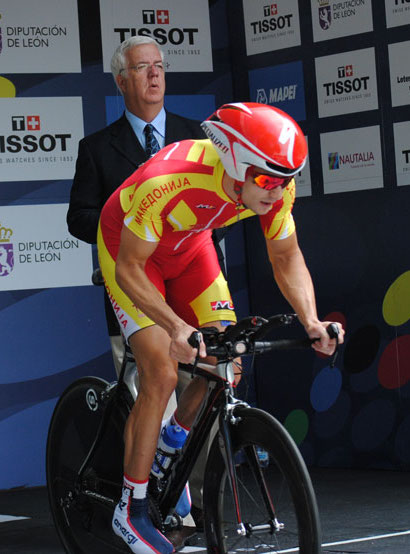
Gorgi Popstefanov na Mistrzostwach Świata w Kolarstwie Szosowym 2014
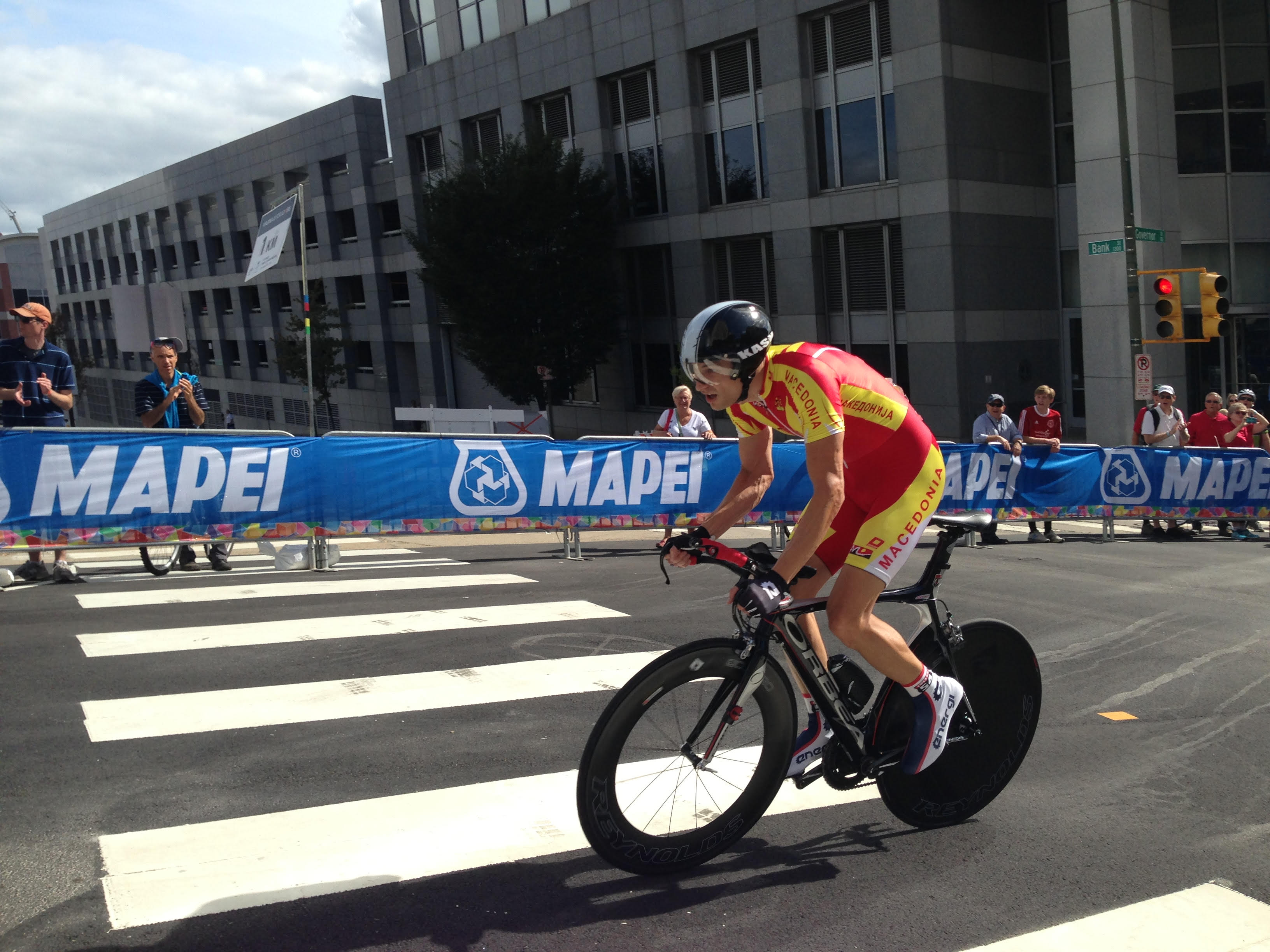
Gorgi Popstefanov na Mistrzostwach Świata w Kolarstwie Szosowym 2015
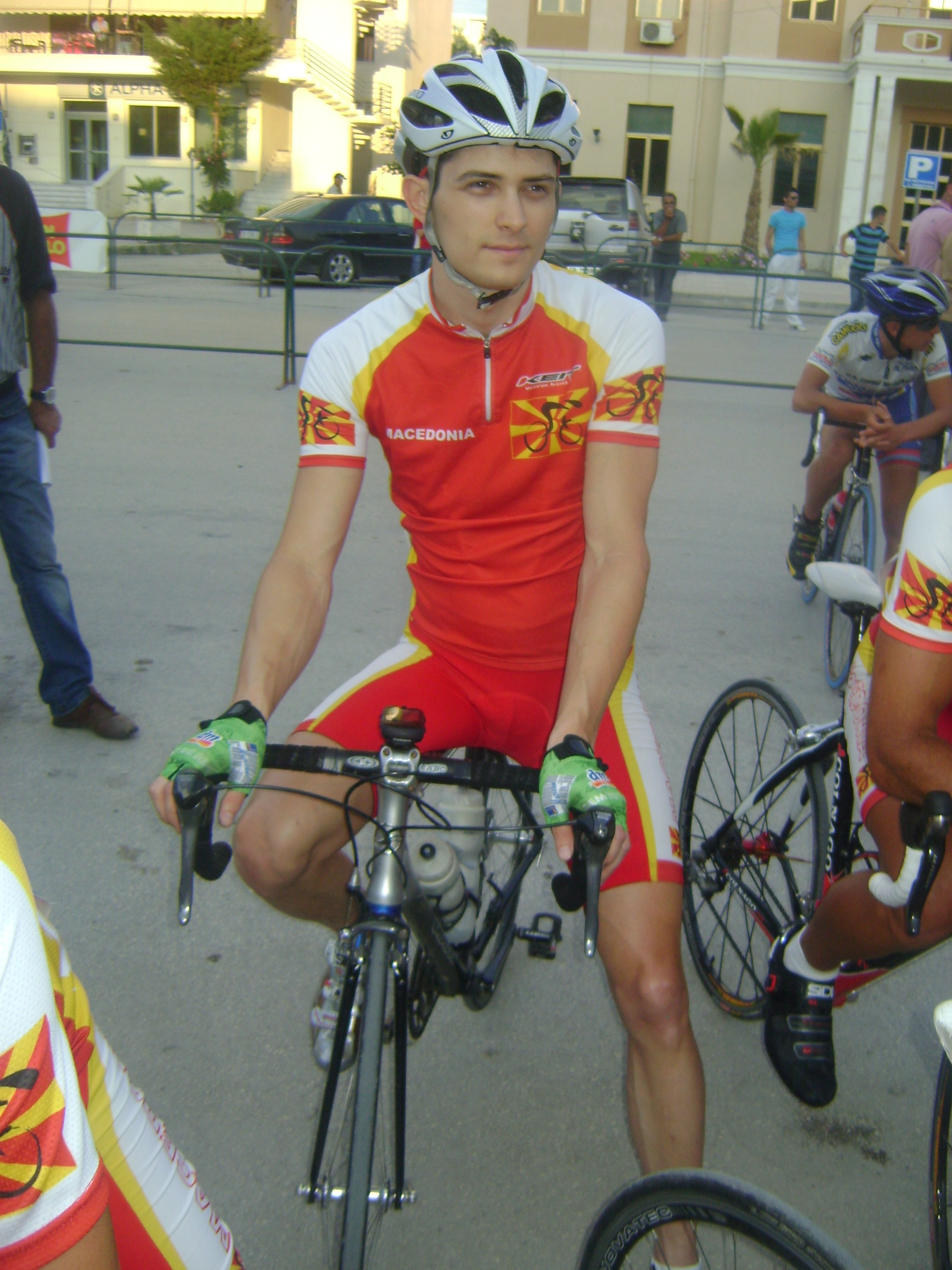
Popstefanov w 2011